# TV25
TV25 ist ein Schweizer privater, werbefinanzierter Fernsehsender. Er wurde 2016 von der AZ Medien AG gegründet.
TV25 war wie die Regionalsender TeleZüri, Tele M1, TeleBärn und TV24 Teil der Senderfamilie der AZ Medien. Seit 2018 ist CH Media, ein Joint Venture der NZZ-Mediengruppe und der AZ Medien, Inhaber der Senderfamilie. CH Media nahm den Betrieb am 1. Oktober 2018 auf.

## Programm
TV25 bietet ein Programm aus europäischen Spielfilmen, Serien, Arthouse-Filmen und Schweizer Eigenproduktionen. Tagsüber zeigt TV25 das Wetterfernsehen von meteonews TV.

## Empfang
Der Sender ist in der Schweiz über Swisscom TV, Sunrise TV, Quickline und viele regionale Kabelnetze empfangbar. Ausserdem ist der Sender auch über die Schweizer Version von Zattoo, Teleboy und Wilmaasowie über das Satelliten-Angebot von Kabelio zu empfangen.